# Альп Навруз
Альп Навруз (тур. Alp Navruz; нар. 15 січня 1990, Стамбул) — турецький актор.

## Біографія
Альп Навруз народився в багатодітній родині, де крім нього, було ще двоє дітей, молодші брат і сестра. Альп завжди намагався бути прикладом для них, він добре вчився і відрізнявся своєю скромністю і старанністю. Після закінчення школи, Альп Навруз пішов на навчання в Технічний Університет Йилдих, на факультет турецької мови.
Акторська слава прийшла до Альпа істотно недавно, перший фільм за його участю вийшов у світ у 2016 році, завдяки його студентському другові і за сумісництвом особистого менеджера. Фільм «Джеберрут», де Навруз грав роль Мерта, отримав хороший відгук у кінокритиків. Незважаючи на те, що роль актора була незначною, його персонажа помітили, і відразу після закінчення зйомок його запросили знятися в серіалі «Не відпускай мою руку» в ролі хлопця на ім'я Дженк.
Найбільша популярність до Альпа Навруза прийшла після участі в серіалі «Пані Фазілет і її доньки», де він зіграв одну з головних ролей.

## Фільмографія
| Серіал    | Серіал                   | Серіал                        | Серіал           | Серіал             |
| Рік       | Оригінальна назва        | Назва українською             | Роль             | Примітки           |
| --------- | ------------------------ | ----------------------------- | ---------------- | ------------------ |
| 2016      | Aşk Laftan Anlamaz       | Любов не розуміє слів         | Дженк            | Другорядна роль    |
| 2016      | Arkadaşlar İyidir        | Друзі — це добре              | Берке            | Другорядна роль    |
| 2017-2018 | Fazilet Hanım ve Kızları | Пані Фазілет і її доньки      | Сінан            | Головна роль       |
| 2018-2019 | Elimi Bırakma            | Не відпускай мою руку         | Дженк            | Головна роль       |
| 2020      | Zümrüdüanka              | Фенікс                        | Серхат Деміркан  | Головна роль       |
| 2020      | Menajerimi Ara           | Зателефонуйте моєму менеджеру | Альп Навруз      | В ролі самого себе |
| 2021      | Ada Masalı               | Острівна казка                | Пойраз Алі Озгур | Головна роль       |
| 2022      | Yürek Çıkmazı            | Серцевий біль                 | Халіл Текін      | Головна роль       |